# Josef Vojvodík
Josef Vojvodík (* 8. listopadu 1964 Bruntál), je český teoretik a historik umění, editor a překladatel. Zabývá se českou a světovou literaturou zejména 20. století, uměním baroka i vztahem mezi literaturou, výtvarným uměním a filozofií. Ve svých textech kombinuje znalosti z oblasti teorie a dějin umění, filozofie, mytologie, psychologie i klinické psychiatrie.

## Životopis
Po emigraci v roce 1984 absolvoval Josef Vojvodík Studienkolleg při Johannes Gutenberg Universität v Mohuči (1985–1986) a poté v letech 1987–1989 studoval v Saarbrückenu a v Mnichově. Doktorát získal na Filozofické fakultě Ludwig-Maximilian Universität (1997) a do roku 2001 tam působil na Institutu slavistiky. Od roku 2002 je spojen především s Ústavem české literatury a komparatistiky FF UK v Praze, kde se roku 2005 habilitoval a v roce 2009 zde byl jmenován profesorem.
Během pobytu v Německu spolupracoval s rozhlasovou stanicí Svobodná Evropa (1988–1993) a s kulturní redakcí Deutschlandfunk/Deutsche Welle (1990–1999).
Svou první českou monografii věnoval postavě básníka Otokara Březiny (Od estetismu k eschatonu, 2004). V textu Imagines corporis (2006) studoval zobrazování těla v české moderně a avantgardě. Za knihu Povrch, skrytost, ambivalence (2008) o manýrismu, baroku a avantgardě obdržel cenu Magnesia Litera. Časopis A2 zařadil tuto knihu v roce 2020 do českého literárního kánonu po roce 1989, tedy do výběru nejdůležitějších českých knih v období třiceti let od sametové revoluce. Jako editor se podílel na vydání Hesláře české avantgardy (2011) nebo sborníku Osoba a existence (2009).
Zabývá se českým surrealismem, zejména dílem Toyen a Jindřicha Štyrského a uměním z přelomu 19. a 20. století.

## Dílo
- Symbolismus im Spannungsfeld zwischen ästetischer und eschatologischer Existenz. Motivische Semantik im lyrischen Werk von Otokar Březina, München 1998
- Od estetismu k eschatonu (Academia, 2004)
- Imagines Corporis (Host Brno, 2006)
- Povrch, skrytost, ambivalence. Manýrismus, baroko a (česká) avantgarda (Argo Praha, 2008)
- Symboly obludností: Mýty, jazyk a tabu české postavantgardy 40. - 60. let, Malvern Praha 2009, ISBN 978-80-86702-66-7 (Hrdlička J, Langerová M, Tippnerová A, Vojvodík J eds.)
- Osoba a existence (Host, 2009), ed. Josef Vojvodík a Josef Hrdlička
- Heslář české avantgardy (FF UK, 2011), ed. Josef Vojvodík a Jan Wiendl
- A Glossary of Catchwords of the Czech Avant-Garde (FF UK, 2011), ed. Petr A. Bílek, Josef Vojvodík a Jan Wiendl
- Patos v českém umění, poezii a umělecko-estetickém myšlení čtyřicátých let 20. století (Argo, 2014)
- Extremum. Poezie výjimečných stavů (FF UK, 2024)

### Překlady
- Jindřich Štyrský: Emilie kommt im Traum zu mir und andere erotische Prosa. Frankfurt am Main: Verlag Neue Kritik, 1994, 125 s.